# Sixpack to Go!
Sixpack to Go! är det svenska punkrockbandet Puffballs andra studioalbum, utgivet 1997 på Burning Heart Records.

## Låtlista
1. "Motorpsycho"
2. "Salt Tongue"
3. "Legalize Crime"
4. "Superbee"
5. "Surrender to Sin"
6. "Blow to Bits"
7. "Crackhouse Bonanza"
8. "Petroleum"
9. "Zippo Queen"
10. "Cramp Your Style"
11. "Fridgeking"
12. "Down at the Stoup"
13. "Noone Knows I'm Bad"
14. "Shut Up" (The Replacements)
15. "The Pace That Kills"

## Medverkande musiker
- Magnus Forsberg - trummor
- Tijuana Tomas Gibbons - gitarroljud (spår 12)
- Daniel Hojas - bas
- Andrew Shit - gitarr (spår 6)
- Mikael Tossavainen - gitarr, sång

### Fotnoter
1. ↑  ”Sixpack to Go!”. Discogs.com. http://www.discogs.com/Puffball-Sixpack-To-Go/release/957165. Läst 13 april 2012.